# AMD Jaguar
AMD Jaguar (popř. jen Jaguar) je mikroarchitektura CPU vyvinutá společností Advanced Micro Devices (AMD). Představuje rodinu nízkopříkonových SoC (system on chip) – již 16. v pořadí od AMD – a je vyráběna od poloviny roku 2013 28nm technologií. Na AMD Jaguar jsou založeny čtyři skupiny procesorů:
- Kabini, zaměřená na notebooky (netbooky, ultrabooky) a mini PC,
- Temash, zaměřená na tablety,
- Kyoto, zaměřená na mikro servery, a
- G-Series, zaměřená na embedded aplikace.

Navíc tato architektura formuje základy pro SCBU (Semi-Custom Business Unit). Jak PlayStation 4 tak Xbox One používají čipy založené na architektuře AMD Jaguar.
Předchůdce AMD Jaguar je AMD Bobcat. Nástupce AMD Jaguar už se navrhuje, ponese jméno (AMD) Puma+.

## Specifikace
- instrukční sada: AMD64
- L1 cache: 64 kB/jádro[3]
- L2 cache: 1–2 MB, sdílená
- socket: FT3

## Vylepšení oproti AMD Bobcat
- přes 10% zvýšení pracovního kmitočtu
- přes 15% zlepšení IPC (instructions per clock)
- přidána podpora SSE4.1, SSE4.2, AES, CLMUL, MOVBE, AVX, F16C a BMI1
- až 4 jádra CPU (8 jader CPU v případě konzolí PlayStation 4 a XBox One)
- až 2 MB 16-cestné asociativní sdílené L2 cache pro 4 jádra
- Turbo Dock Technology
- fyzická šířka jednotky SIMD byla rozšířena na 128 bitů, programová na 256 bitů
- přidáno hardwarové celočíselné dělení
- vylepšený prefetch pro cache
- zdvojnásobená šířka pásma načítacích/ukládacích jednotek
- stavy C6 a CC6 nízké spotřeby
- plocha 3,1 mm²/jádro
- integrovaný FCH (Fusion Controller Hub)

## Návrh
- 32 KiB pro instrukce + 32 KiB pro data v L1 cache na každé jádro
- 1 MiB unifikované L2 cache sdílené dvěma jádry
- vykonávání programu:
  - provádění instrukcí mimo původní pořadí
  - spekulativní provádění instrukcí
- integrovaný řadič paměti
- dvoucestné celočíselné vykonávání
- dvoucestné 128bitové vykonávání komprimovaná celá čísla a čísla s plovoucí řádovou čárkou
- podpora DDR3:
  - procesory pro spotřební trh podporují 2 DDR3L DIMM do 1600 MHz[4]
  - procesory do serverů podporují 2 DDR3 DIMM do frekvencí 1600 MHz s ECC[5]

Zdroj: 

### Podporainstrukčních sad
Každý procesor s jádrem postaveným na AMD Jaguar podporuje sady: MMX, SSE, SSE2, SSE3, SSSE3, SSE4a, SSE4.1, SSE4.2, AVX, F16C, CLMUL, AES, BMI1, MOVBE, XSAVE/XSAVEOPT, ABM (POPCNT/LZCNT) a AMD-V.

## Procesory

### Notebooky a Mini PC
- A6-5200 – 4 jádra, 2 GHz, 2 MB L2 cache, TDP 25 W, DDR3L-1600 MHz, GPU: HD 8400 na 600 MHz
- A4-5000 – 4 jádra, 1,5 GHz, 2 MB L2 cache, TDP 15 W, DDR3L-1600 MHz, GPU: HD 8330 na 500 MHz

### Notebooky
- E2-3000 – 2 jádra, 1,65 GHz, 1 MB L2 cache, TDP 15 W, DDR3L-1600 MHz, GPU: HD 8280 na 450 MHz
- E1-2500 – 2 jádra, 1,4 GHz, 1 MB L2 cache, TDP 15 W, DDR3L-1333 MHz, GPU: HD 8240 na 400 MHz
- E2-2100 – 2 jádra, 1 GHz, 1 MB L2 cache, TDP 9 W, DDR3L-1333 MHz, GPU: HD 8210 na 300 MHz

### Tablety
- A6-1450 – 4 jádra, 1 GHz, 2 MB L2 cache, TDP 8 W, DDR3L-1066 MHz, GPU: HD 8250 na 300 MHz, s možností Turbo Core na 1,4 GHz u CPU a 400 MHz u GPU
- A4-1350 – 4 jádra, 1 GHz, 2 MB L2 cache, TDP 8 W, DDR3-1066 MHz, GPU: HD 8210 na 300 MHz
- A4-1250 – 2 jádra, 1 GHz, 1 MB L2 cache, TDP 8 W, DDR3L-1333 MHz, GPU: HD 8210 na 300 MHz
- A4-1200 – 2 jádra, 1 GHz, 1 MB L2 cache, TDP 3,9 W, DDR3L-1066 MHz, GPU: HD 8180 na 225 MHz

### Servery
- Opteron X2150 – 4 jádra, 2 MB L2 cache, TDP 11–22 W, DDR3-1600 MHz ECC, s GPU: 128 jader na 266–600 MHz
- Opteron X1150 – 4 jádra, 2 MB L2 cache, TDP 9–17 W, DDR3-1600 MHz ECC, bez GPU

### Embedded systémy
- GX-420CA – 4 jádra na 2 GHz, L2 cache 2 MB, TDP 25 W, DDR3-1600 s ECC, GPU: HD 8400E na 600 MHz
- GX-416RA – 4 jádra na 1,6 GHz, L2 cache 2 MB, TDP 15 W, DDR3-1600 s ECC, bez GPU
- GX-415GA – 4 jádra na 1,5 GHz, L2 cache 2 MB, TDP 15 W, DDR3-1600 s ECC, GPU: HD 8330E na 500 MHz
- GX-412TC – 4 jádra na 1,2 GHz, L2 cache 2 MB, TDP 6 W, DDR3-1600 s ECC, bez GPU
- GX-411GA – 4 jádra na 1,0 GHz, L2 cache 2 MB, TDP 15 W, DDR3-1066 s ECC, GPU: HD 8210E na 300 MHz
- GX-217GA – 2 jádra na 1,65 GHz, L2 cache 1 MB, TDP 15 W, DDR3-1600 s ECC, GPU: HD 8280E na 450 MHz
- GX-210HA – 2 jádra na 1 GHz, L2 cache 1 MB, TDP 9 W, DDR3-1333 s ECC, GPU: HD 8210E na 300 MHz
- GX-210JA – 2 jádra na 1 GHz, L2 cache 1 MB, TDP 6 W, DDR3-1066 s ECC, GPU: HD 8180E na 225 MHz